# Сен-При (Ардеш)
Сен-При (фр. Saint-Prix, окс. Sant Prix) — коммуна во Франции, находится в регионе Рона — Альпы. Департамент коммуны — Ардеш. Входит в состав кантона Ламастр. Округ коммуны — Турнон-сюр-Рон.
Код INSEE коммуны — 07290.

## Население
Население коммуны на 2008 год составляло 253 человека.
| 1962 | 1968 | 1975 | 1982 | 1990 | 1999 | 2008 |
| ---- | ---- | ---- | ---- | ---- | ---- | ---- |
| 383  | 417  | 344  | 277  | 221  | 250  | 253  |

## Экономика
В 2007 году среди 152 человек в трудоспособном возрасте (15—64 лет) 109 были экономически активными, 43 — неактивными (показатель активности — 71,7 %, в 1999 году было 75,0 %). Из 109 активных работали 97 человек (56 мужчин и 41 женщина), безработных было 12 (8 мужчин и 4 женщины). Среди 43 неактивных 6 человек были учениками или студентами, 13 — пенсионерами, 24 были неактивными по другим причинам.

## Фотогалерея

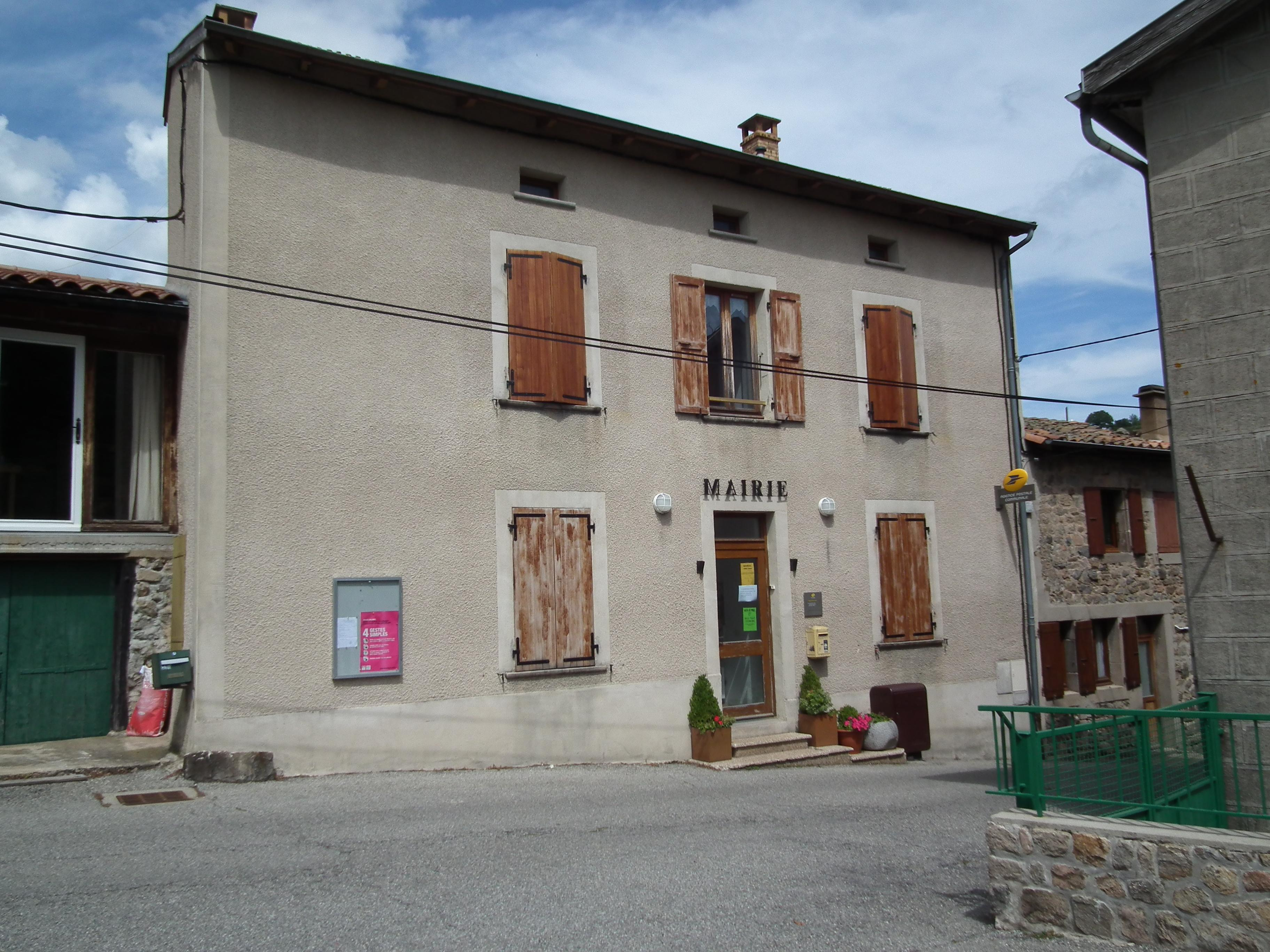
Мэрия
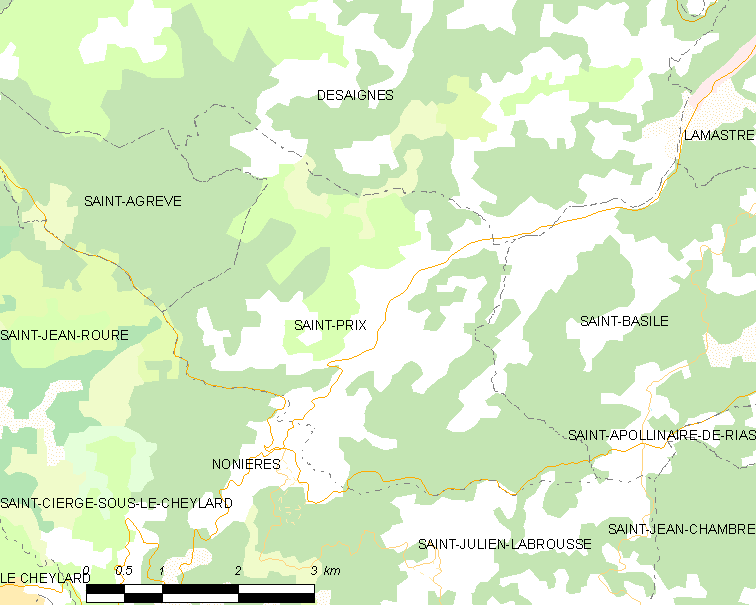
Карта коммуны